# Pierre Lacombe (homme politique)
Pierre Lacombe est un homme politique français né le 5 novembre 1840 à Rodez (Aveyron) et décédé le 15 septembre 1918 à Rodez.

## Biographie
Avocat à Rodez, conseiller général du canton de Rodez de 1874 à 1895, il est sénateur monarchiste de l'Aveyron de 1885 à 1894.

## Sources
- Ressource relative à la vie publique :   - Sénat
- « Pierre Lacombe (homme politique) », dans Adolphe Robert et Gaston Cougny, Dictionnaire des parlementaires français, Edgar Bourloton, 1889-1891 [détail de l’édition]
- « Pierre Lacombe (homme politique) », dans le Dictionnaire des parlementaires français (1889-1940), sous la direction de Jean Jolly, PUF, 1960 [détail de l’édition]